# توکینیا کشکیلنا
توکینیا کشکیلنا (به لاتین: Tłokinia Kościelna) یک منطقهٔ مسکونی در لهستان است که در Gmina Opatówek واقع شده‌است.

## خصوصیات
توکینیا کشکیلنا ۵۴۰ نفر جمعیت دارد.